# You Took the Words Right Out of My Mouth (Hot Summer Night)
"You Took the Words Right Out of My Mouth", ook bekend als "You Took the Words Right Out of My Mouth (Hot Summer Night)", is een nummer van de Amerikaanse zanger Meat Loaf. Het nummer verscheen op zijn debuut studioalbum als soloartiest Bat Out of Hell uit 1977. In oktober van dat jaar werd het nummer oorspronkelijk als eerste in de VS en Canada uitgebracht als de eerste single van het album. Op 24 maart 1978 wer het nummer heruitgebracht op single in de VS, Canada, het Verenigd Koninkrijk, Ierland, Australië en Nieuw-Zeeland. In januari 1979 werd het nummer als laatste op het Europese vasteland uitgebracht op single.

## Achtergrond
"You Took the Words Right Out of My Mouth" is, net zoals de meeste nummers van Meat Loaf, geschreven door Jim Steinman. Het nummer begint met een gesprek tussen Steinman en actrice Marcia McClain. Cleveland International Records-oprichter Steve Popovich luisterde naar deze introductie, welke een bepalende factor werd in zijn beslissing om het album Bat Out of Hell uit te brengen op zijn label.
Meat Loaf schreef in zijn autobiografie dat hij Steinman vroeg om een nummer te schrijven dat niet 15 tot 20 minuten duurde, maar in plaats daarvan een "poplied" te schrijven. Ook schreef hij in de biografie dat "You Took the Words Right Out of My Mouth" werd geschreven in 1975 en dat het een belangrijke factor was in de beslissing om samen een album te maken.
"You Took the Words Right Out of My Mouth" was de eerste single van Bat Out of Hell en bevat een ingekorte versie van de albumtrack "For Crying Out Loud" op de B-kant. Oorspronkelijk werd de plaat in oktober 1977 géén hit, maar na het succes van de twee volgende singles van het album, "Two Out of Three Ain't Bad" en "Paradise by the Dashboard Light", werd besloten om het in oktober 1978 her uit te geven op single. Hierop behaalde de plaat de 39e positie in Meat Loafs thuisland de Verenigde Staten en in het Verenigd Koninkrijk de 33e positie in de UK Singles Chart. Elders werd het een top 10-hit; in Australië bereikte de plaat de 3e positie, terwijl in Nieuw-Zeeland de 2e positie het hoogst haalbare was. In Canada werd de 31e positie bereikt en in Duitsland de 22e. 
In Nederland was de plaat op vrijdagavond 19 januari 1979 Veronica Alarmschijf in haar toentertijd 1 uur zendtijd (19:00 - 20:00 uur) op Hilversum 3 en werd een gigantische hit in de destijds drie landelijke hitlijsten op de nationale publieke popzender. De plaat piekte op de 3e positie in zowel de Nederlandse Top 40 als de TROS Top 50 en behaalde de 4e positie in de Nationale Hitparade. In de Europese hitlijst op Hilversum 3, de TROS Europarade, werd de 6e positie bereikt.
In België bereikte de plaat de 4e positie in de voorloper van 
de Vlaamse Ultratop 50 en de 3e positie in de Vlaamse Radio 2 Top 30. In Wallonië werd géén notering behaald.
Sinds de allereerste editie in december 1999 staat de plaat onafgebroken (met uitzondering van 2000) genoteerd in de jaarlijkse NPO Radio 2 Top 2000 van de Nederlandse publieke radiozender NPO Radio 2, met als hoogste notering tot nu toe een 314e positie in 2001.

## Hitnoteringen

### Nederlandse Top 40
| Hitnotering: 27-01-1979 t/m 24-03-1979 | Hitnotering: 27-01-1979 t/m 24-03-1979 | Hitnotering: 27-01-1979 t/m 24-03-1979 | Hitnotering: 27-01-1979 t/m 24-03-1979 | Hitnotering: 27-01-1979 t/m 24-03-1979 | Hitnotering: 27-01-1979 t/m 24-03-1979 | Hitnotering: 27-01-1979 t/m 24-03-1979 | Hitnotering: 27-01-1979 t/m 24-03-1979 | Hitnotering: 27-01-1979 t/m 24-03-1979 | Hitnotering: 27-01-1979 t/m 24-03-1979 | Hitnotering: 27-01-1979 t/m 24-03-1979 |
| Week                                   | 1                                      | 2                                      | 3                                      | 4                                      | 5                                      | 6                                      | 7                                      | 8                                      | 9                                      |                                        |
| -------------------------------------- | -------------------------------------- | -------------------------------------- | -------------------------------------- | -------------------------------------- | -------------------------------------- | -------------------------------------- | -------------------------------------- | -------------------------------------- | -------------------------------------- | -------------------------------------- |
| Positie                                | 20                                     | 9                                      | 5                                      | 4                                      | 3                                      | 3                                      | 10                                     | 18                                     | 39                                     | uit                                    |

### Nationale Hitparade
| Hitnotering: 03-02-1979 t/m 07-04-1979 | Hitnotering: 03-02-1979 t/m 07-04-1979 | Hitnotering: 03-02-1979 t/m 07-04-1979 | Hitnotering: 03-02-1979 t/m 07-04-1979 | Hitnotering: 03-02-1979 t/m 07-04-1979 | Hitnotering: 03-02-1979 t/m 07-04-1979 | Hitnotering: 03-02-1979 t/m 07-04-1979 | Hitnotering: 03-02-1979 t/m 07-04-1979 | Hitnotering: 03-02-1979 t/m 07-04-1979 | Hitnotering: 03-02-1979 t/m 07-04-1979 | Hitnotering: 03-02-1979 t/m 07-04-1979 | Hitnotering: 03-02-1979 t/m 07-04-1979 |
| Week                                   | 1                                      | 2                                      | 3                                      | 4                                      | 5                                      | 6                                      | 7                                      | 8                                      | 9                                      | 10                                     |                                        |
| -------------------------------------- | -------------------------------------- | -------------------------------------- | -------------------------------------- | -------------------------------------- | -------------------------------------- | -------------------------------------- | -------------------------------------- | -------------------------------------- | -------------------------------------- | -------------------------------------- | -------------------------------------- |
| Positie                                | 6                                      | 5                                      | 5                                      | 4                                      | 7                                      | 10                                     | 11                                     | 15                                     | 28                                     | 47                                     | uit                                    |

### TROS Top 50
Hitnotering: 25-01-1979 t/m 22-03-1979. Hoogste notering: #3 (1 week).

### TROS Europarade
Hitnotering: 17-02-1979 t/m 17-03-1979. Hoogste notering: #6 (1 week).

### NPO Radio 2 Top 2000
| Nummer met noteringen in de NPO Radio 2 Top 2000 | '99 | '00 | '01 | '02 | '03 | '04 | '05 | '06 | '07 | '08 | '09 | '10 | '11 | '12  | '13 | '14 | '15 | '16  | '17  | '18  | '19  | '20  | '21  | '22 | '23 | '24  |
| ------------------------------------------------ | --- | --- | --- | --- | --- | --- | --- | --- | --- | --- | --- | --- | --- | ---- | --- | --- | --- | ---- | ---- | ---- | ---- | ---- | ---- | --- | --- | ---- |
| You Took the Words Right Out of My Mouth         | 870 | -   | 314 | 699 | 443 | 711 | 935 | 651 | 689 | 642 | 834 | 742 | 920 | 1051 | 944 | 832 | 864 | 1080 | 1266 | 1086 | 1047 | 1051 | 1202 | 801 | 966 | 1001 |

1. ↑  Een '-' betekent dat het nummer niet was genoteerd en een vetgedrukt getal geeft de hoogste notering aan.